# Борщевик рассечённый
Борщевик рассечённый (лат. Heracleum dissectum) — вид травянистых растений рода Борщевик (Heracleum) семейства Зонтичные (Apiaceae), широко распространенный по Сибири, Дальнему Востоку России и Средней Азии.
Описан с Алтая.

## Ботаническое описание
Травянистое растение 1-1,5 м в высоту. Стебель глубоко бороздчатый, оттопыренно опушенный. Листья тройчатые, изредка перисто-сложные из двух пар боковых сегментов, первая пара на коротких черешочках, вторая сидячая, боковые сегменты в очертании широко-яйцевидные, конечный округлый, все сегменты более или менее глубоко, выемчато и перисто надрезанные на яйцевидно-продолговатые, заостренные, в свою очередь неглубоко перисто-надрезанные доли, листья с верхней стороны усажены мельчайшими прижатыми волосками, с нижней стороны более или менее густо оттопыренно-опушенные. Зонтики крупные, многолучевые, листочков обертки нет, листочки оберточки линейно-ланцетные, неравные, лучи зонтика и зонтичков мягко оттопыренно-опушенные, цветки белые, внешние лепестки краевых цветков увеличенные, двулопастные, завязь мягко оттопыренно-опушенная.
Плод — обратнояйцевидный вислоплодник, 8-9 мм в длину и 5-7 мм в ширину, голый или усаженный редкими тонкими волосками.

## Распространение
Вид распространен в Восточной и Западной Сибири, Средней Азии, на Дальнем Востоке России и в Монголии.
Произрастает на лесных полянах, опушках, тенистых склонах.

## Классификация

### Таксономическое положение
Вид Борщевик рассечённый входит в секцию Euheracleum рода Борщевик (Heracleum) подтрибы Tordyliinae трибы Tordylieae подсемейства Сельдерейные (Apioideae) семейства Зонтичные (Apiaceae) порядка Зонтикоцветные (Apiales).
|  |                        |  |                                               |                                               |                           |  | ещё два подсемейства | ещё два подсемейства            |                                 |  |  |  | клада Cymbocarpum и клада Lefebvrea | клада Cymbocarpum и клада Lefebvrea |  |  |  |  | ещё до 147 видов | ещё до 147 видов |
|  |                        |  |                                               |                                               |                           |  | ещё два подсемейства | ещё два подсемейства            |                                 |  |  |  | клада Cymbocarpum и клада Lefebvrea | клада Cymbocarpum и клада Lefebvrea |  |  |  |  | ещё до 147 видов | ещё до 147 видов |
|  |                        |  |                                               | семейство Зонтичные                           |                           |  |                      |                                 | триба Tordylieae                |  |  |  |                                     | Род Борщевик                        |  |  |  |  |                  |                  |
|  |                        |  |                                               | семейство Зонтичные                           |                           |  |                      |                                 | триба Tordylieae                |  |  |  |                                     | Род Борщевик                        |  |  |  |  |                  |                  |
|  | порядок Зонтикоцветные |  |                                               |                                               | подсемейство Сельдерейные |  |                      |                                 | подтриба Tordyliinae            |  |  |  | вид Борщевик рассечённый            |                                     |  |  |  |  |                  |                  |
|  | порядок Зонтикоцветные |  |                                               |                                               |                           |  |                      |                                 |                                 |  |  |  |                                     |                                     |  |  |  |  |                  |                  |
|  |                        |  | ещё шесть семейств (согласно Системе APG III) | ещё шесть семейств (согласно Системе APG III) |                           |  |                      | ещё около двадцати четырех триб | ещё около двадцати четырех триб |  |  |  | ещё четырнадцать родов              | ещё четырнадцать родов              |  |  |  |  |                  |                  |
|  |                        |  |                                               | ещё шесть семейств (согласно Системе APG III) |                           |  |                      |                                 | ещё около двадцати четырех триб |  |  |  |                                     | ещё четырнадцать родов              |  |  |  |  |                  |                  |

### Синонимика
По данным Catalogue of Life (англ.):
- Heracleum barbatum Ledeb.,
- Heracleum dissectum var. barbatum (Ledeb.) Krylov
- Heracleum dissectum var. voroschilovii (Gorovoj) Pimenov
- Heracleum lanatum subsp. voroschilovii (Gorovoj) Stapf & Vorosch.
- Heracleum microcarpum Franch.
- Heracleum sphondylium f. dissectum (Ledeb.) H. Ohba
- Heracleum voroschilovii Gorovoj
- Pastinaca barbata (Ledeb.) Koso-Pol.
- Pastinaca dissecta (Ledeb.) Koso-Pol.

## Значение и применение
На пастбище хорошо или удовлетворительно поедается овцами. Крупный рогатый скот хорошо поедает лишь в молодом состоянии. Лучше всего поедаются прикорневые листья. На Алтае отмечено хорошее поедание лошадьми. Превосходно алтайским маралом (Cervus elaphus sibiricus Severtzow). В опыте по скармливанию маралам цветущих растений оставались несъеденными только грубые части черешков листья, а сами листья поедались на 86 %. Хорошо поедается медведем.
Молодые побеги и листья борщевика рассечённого идут в пищу в маринованном виде, а стебли с предварительно снятой кожицей употребляются и в сыром виде.
Медоносное растение. В условиях естественного ареала при сплошном произрастании продуктивность нектара 100—120 кг/га.
Эфиромасличное растение. Содержание эфирных масел: листья 0,08 %, черешки 0,01 %, стебли 0,022 %, плоды 1,2—2,15 %.
Водные настои сухих листьев, стеблей и корней используют против тлей и других сосущих вредителей. Заготавливают сырье до и после цветения, во время цветения — только надземную часть.